# Бартос, Карл
Карл Бартос (нем. Karl Bartos; род. 31 мая 1952, Берхтесгаден) — немецкий музыкант; в 1975—1991 гг. был участником электронной группы Kraftwerk.

## Биография
Бартос родился в Берхтесгадене. В школе играл на гитаре в любительских рок-группах, перепевавших англоязычные хиты своего времени. После школы продолжал играть в различных группах, одновременно беря частные уроки игры на барабанах. В 1970 году Бартос поступил в дюссельдорфскую Консерваторию им. Роберта Шумана на класс перкуссии: он поставил цель стать перкуссионистом в оркестре классической музыки. В 1975 году музыкант вошёл в состав Kraftwerk, только что выпустивших альбом «Autobahn» и искавших перкуссиониста для американских гастролей в поддержку альбома. При участии Бартоса записывался следующий альбом группы («Radio-Aktivität»); Бартосу также принадлежит соавторство некоторых композиций на «Die Mensch-Maschine» (1978), «Computerwelt» (1981) и «Electric Café» (1986).
После серии концертов в 1990—1991 гг. Бартос покинул Kraftwerk из-за трений с Р. Хюттером и Ф. Шнайдером, основателями группы. О годах, проведённых в Kraftwerk, Бартос говорит в настоящее время крайне неохотно.
В 1990-е гг. Бартос выпустил два альбома в рамках собственного проекта Elektric Music/Electric Music, продолжавшего идеи Kraftwerk. В 1996 г. музыкант участвовал в записи диска «Raise The Pressure» — второго альбома британского проекта Electronic, основанного Б. Самнером (New Order) и Дж. Марром (экс-The Smiths). В то же время Бартос работал с Энди Маккласки над альбомом «Universal» Orchestral Manoeuvres in the Dark. «Communication» — первый альбом, изданный под его собственным именем, увидел свет в 2003-м году и успешно продавался более чем в 20 странах. С 2004 года он является приглашаемым профессором в университет искусств Берлина. Он читает курс лекций на отделениях «Звуковые исследования — акустические коммуникации» (Sound Studies - Akustische Kommunikation) и «Аудитивное оформление средств массовой информации» (Auditive Mediengestaltung).

## Студийные альбомы
- 1993 Elektric Music — Esperanto
- 1998 Electric Music — Electric Music
- 2003 Karl Bartos — Communication
- 2013 Karl Bartos — Off the Record
- 2024 Karl Bartos — The Cabinet of Dr. Caligari

## Синглы
- 1992 Elektric Music — Crosstalk
- 1993 Elektric Music — TV/TV2
- 1993 Elektric Music — Lifestyle
- 1998 Electric Music — Call On Me
- 1998 Electric Music — Sunshine
- 2000 Karl Bartos — 15 Minutes Of Fame
- 2003 Karl Bartos — I’m The Message

- 2005 Karl Bartos — Camera Obscura
- 2013 Karl Bartos — Atomium
- 2016 Karl Bartos — Life
- 2016 Karl Bartos — I’m The Message
- 2024 Karl Bartos — The Musical Box
- 2024 Karl Bartos — Choir Of Angelic Voices